# Villafranchien
Stratigraphie
Le Villafranchien est une subdivision de l'échelle des temps géologiques, qui regroupe  le Plaisancien, le Gélasien et le Calabrien. 
Également dénommé Plio-Quaternaire, le Villafranchien couvre la fin du Tertiaire (Pliocène final) et le début du Quaternaire (Pléistocène initial). Il dure d'environ - 5,2 à - 1,2 / - 0,9 millions d'années. Il a été défini par Lorenzo Pareto en 1856 à partir de dépôts continentaux et en particulier de la faune qu'ils renfermaient. Il doit son nom aux terrains fossilifères découverts à Villafranca d'Asti en Italie.
Le Villafranchien est caractérisé par le début des oscillations climatiques qui vont donner les glaciations typiques du Quaternaire.